# 야구 모자

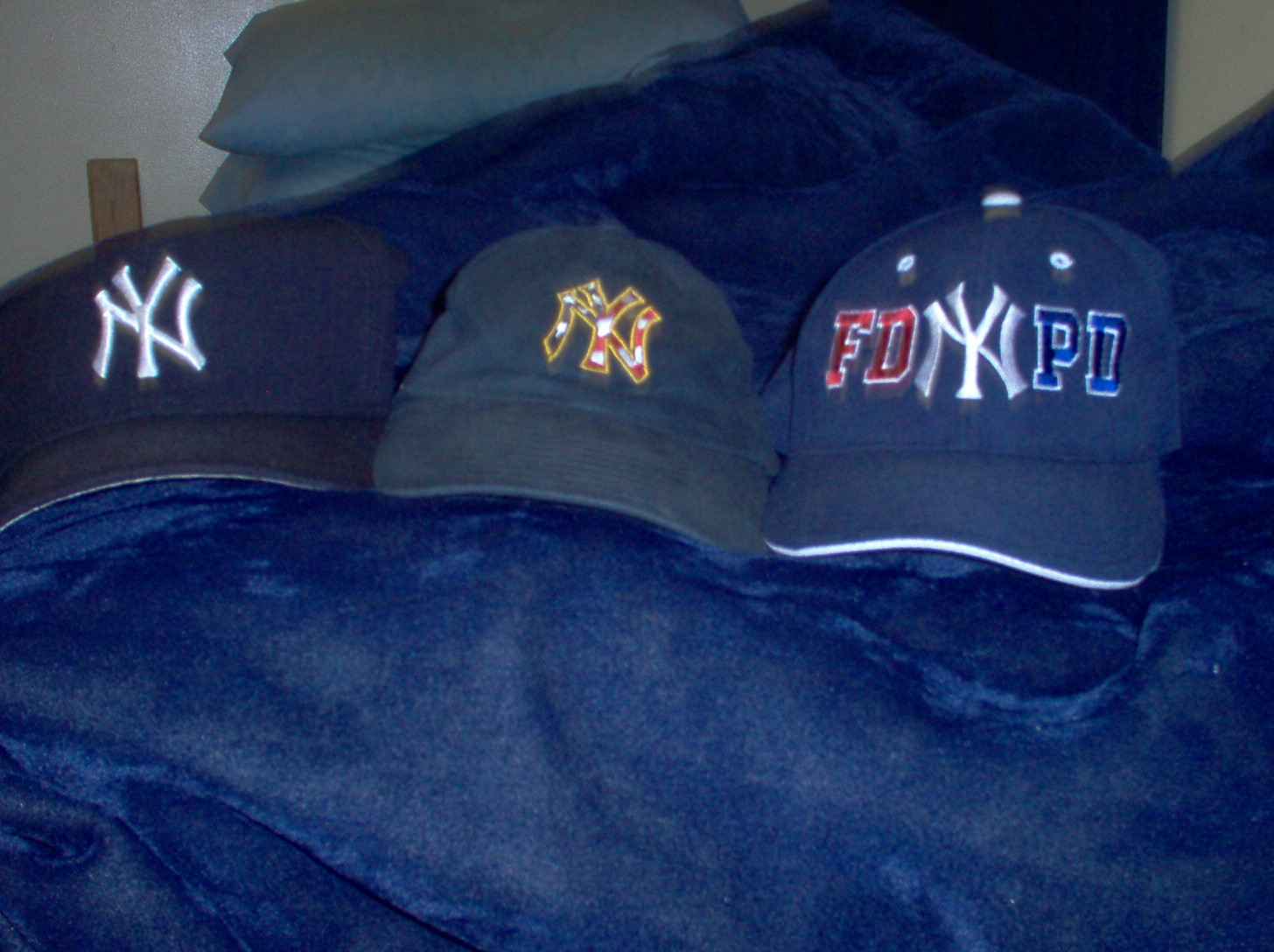
뉴욕 양키스의 야구 모자

야구 모자는 (표준어 캡 모자, 문화어 채양모) 야구 경기 때 선수나 감독 등이 쓰는, 챙이 달린 부드러운 모자이다. 그러나 타석에 들어있는 타자는 야구 모자 대신 야구의 헬멧을 사용한다. 프로와 아마추어 불문하고 사용되며, 모자 정면에는 구단의 마크가 새겨져 있다.

## 역사
1860년 브루클린 엑셀시저스(Brooklyn Excelsiors)는 현대의 라운디드 톱 야구모의 선구자격인 모자를 썼으며 앞이 기다랗고 위에 단추가 있는 형태였으며, 1900년 "브루클린 스타일" 캡 모자가 대중화되었다. 1950년대에 라텍스 고무가 모자 안의 뻣뻣한 물질로 자리잡히면서 현대의 야구모가 탄생하였다.

## 같이 보기
- 야구 장비
- 플랫캡